# Alien (créature)
Pour les articles homonymes, voir Alien et Xénomorphe.
 (août 2024).
Alien (ou Xénomorphe,) est le nom d'une espèce de créatures endoparasitoïdes extraterrestres de fiction, principales antagonistes dans les films de la saga Alien.
Les Aliens (de l'anglais « étranger », et par extension « extraterrestre ») sont également désignés par le terme Xénomorphe, qui signifie « forme étrangère », et désigne plus généralement une créature non répertoriée. Les deux noms sont génériques, le cas particulier du cycle de reproduction suggérant en fait la cohabitation symbiotique de plusieurs espèces aux noms spécifiques variables. D'autres dénominations sont plus rarement utilisées, telles que « créatures », « dragons », « bêtes », « monstres », ou même « serpents ».
À l'opposé de l'image courante des antagonistes extraterrestres, les Aliens ne sont pas des créatures à la technologie avancée, mais des bêtes féroces, animées par l'instinct et armées uniquement de griffes, de crocs et d'une queue acérée. Leur seul but est de proliférer au détriment d'autres espèces. Leur caractéristique la plus connue, thème présent dans tous les films, est leur méthode de reproduction : leurs œufs donnent naissance à des créatures larvaires (facehuggers) qui s’agrippent au visage des autres êtres vivants, leur implantant une larve dans l'estomac, qui jaillit plus tard par le thorax de l'hôte, tuant ce dernier.
La plastique des créatures est issue de l'imagination de l'artiste suisse Hans Ruedi Giger et du créateur d'effets spéciaux italien Carlo Rambaldi. Partant d'une lithographie intitulée Necronom IV, il a conçu la créature du premier opus de la saga, Alien : Le Huitième Passager, les caractéristiques physiques de l'espèce ayant été enrichies par la suite.

## Description
L'Alien mesure entre 2 m et 2,50 m de hauteur. Il est généralement bipède, possède deux bras et une queue ; quelques-uns ont cinq longs appendices dorsaux. Son sang contient de l'acide fluorhydrique et de l'acide sulfurique, le rendant capable de détruire rapidement toute substance avec laquelle il entre en contact.
La tête de l'Alien est probablement sa particularité la plus frappante et la partie de son anatomie qui le singularise le plus : il possède un crâne démesuré, servant supposément à loger des aires spécialisées dans la perception de l'environnement plus qu'au développement de son intelligence ; autrement dit, le cerveau de l'Alien serait responsable de la perception supérieure du Xénomorphe.
D'après les observations faites sur les Xénomorphes, trouvés respectivement sur l'USCSS Nostromo, Fiorina-16 et ceux conçus à bord de l'USM Auriga, on peut remarquer que ceux-ci possèdent un dôme translucide dont la couleur varie selon les individus qui laisse deviner un second crâne au relief tourmenté, présentant des cannelures. Cette sorte de crâne est visible chez les Aliens trouvés sur la planète LV426 en 2179, alors âgés de trois semaines, mais pas chez les autres, vieux de quelques jours. Ainsi le dôme translucide ne serait présent que chez les Aliens adultes jeunes et servirait à protéger le crâne qui serait encore en formation pendant les premiers jours de vie de l'Alien.
Après une durée encore indéfinie, ce dôme tombe ou se solidarise à la tête du Xénomorphe en épousant les contours cannelés.
Une autre particularité de l'Alien est la présence d'appendices dorsaux tubulaires. Le plus haut est une sorte de vertèbre qui se serait prolongée sur le dos de l'Alien, les quatre autres sont des sortes de tubes. Il semble que cette partie de l'anatomie du Xénomorphe ait pour but (ou ait eu pour but) de le protéger d’éventuelles attaques par derrière ; peut-être aussi, cela permet-il au Xénomorphe de paraître plus impressionnant. Une autre hypothèse développée au cours des expériences menées à bord de l'USM Auriga laisse penser qu'à la base de ces tubes, des glandes sont responsables de la sécrétion de la gelée dont sont composés les murs de la ruche et les cocons (gelée qui par la suite se solidifie pour donner un composé plus ou moins résistant). Une particularité a été relevée sur le spécimen de Fury 161, qui ne présente pas de tubes dorsaux, ce qui aurait un lien avec l'hôte et avec le fait que cet Alien ne soit qu'occasionnellement bipède.

Mâchoires externes et pharyngiennes de la murène.

L'Alien possède des attributs qui en font un prédateur redoutable, comme sa seconde mâchoire, inspirée de l'anatomie de la murène de Java. La deuxième bouche est un muscle très puissant logé dans la première mâchoire de l'Alien ; sa longueur maximale est de 20 cm (longueur prise de l'extrémité de la première bouche à l'extrémité de la seconde). En action, la deuxième bouche devient extrêmement rigide de manière à assurer une force d'impact capable de broyer des os ou de briser des matières solides (vitres, cf. incident survenu sur Fiorina-16), ce qui en fait une arme efficace à courte portée. En ouvrant la bouche pour révéler sa deuxième mâchoire, il montre qu'il est une menace pour la proie (cf. incident survenu sur LV426 en 2179, lorsque Carter Burke se retrouve seul face à un Alien avant de se faire implanter une larve, d'après la nouvelle Aliens le Retour). Plus souvent la deuxième bouche est dévoilée un temps plus ou moins long avant que l'Alien s'en serve réellement (cf. scène de la mort de Parker et Brett). La deuxième bouche possède aussi d'autres fonctions, comme manipuler des objets simples (cf. incident à bord de l'USM Auriga, scène où un Xénomorphe active avec la seconde mâchoire l'ouverture d'une vanne d'azote liquide).
La longueur de la queue de l'Alien est égale à la hauteur de l'Alien lui-même. Elle possède trois fonctions : aider la Créature à acquérir une certaine stabilité, tuer grâce à la puissance redoutable de ses muscles, immobiliser des proies afin de les placer dans un cocon.
On a pu remarquer que tous les types d'Aliens (présents sur l'USCSS Nostromo, LV426, Fiorina et l'USM Auriga) se servaient de leur queue de manière à assurer leur équilibre, comme une sorte de balancier ce qui leur confère une excellente agilité et contribue à faire d'eux de redoutables prédateurs (cf. l'incident sur Fiorina).
On peut aussi remarquer que la queue est aussi largement mise à profit dans d'autres domaines ; ainsi, on a souvent vu les Aliens se laisser tomber sur leur proie (cf. premier contact sur LV426) ou même attaquer alors qu'ils étaient dans une position précaire. Les Xénomorphes peuvent aussi se servir de leur queue pour se propulser sous l'eau (cf. incident survenu sur l'USM Auriga) ; la queue leur sert alors à se propulser avec une grâce et une agilité comparable à celle d'un animal marin.
La seconde utilité de la queue du Xénomorphe est l'attaque ou la défense. L'Alien adulte a montré qu'il était capable de s'en servir avec précision (cf. confrontation "royale" à bord du Sulaco et incident survenu sur Fiorina 16), en se servant de la force musculaire de la queue et de sa pointe comme d'une arme.
Les études menées sur le Xénomorphe ont montré que celui-ci combine tous ses sens de manière optimale dans la représentation de son environnement.
Chacun de ces sens étant très développé, l'absence d'organes de vision semble ainsi conférer à l'Alien un avantage important, les différences de luminosité ne l'affectent pas et il est tout aussi dangereux de jour comme de nuit. La localisation des organes sensoriels n'est pas déterminée avec précision. Il a aussi été montré que les capacités sensorielles de l'Alien étaient extrêmement aiguës et qu'il pouvait détecter d'infimes changements de température, d'odeurs ainsi que des vibrations et des bruits. De plus, la précision redoutable avec laquelle le Xénomorphe localise une proie et l'attaque (cf. l'incident survenu sur Fiorina-16) laisse penser que l'image mentale que se fait l'Alien de son environnement (et donc de ses proies) est forcément en trois dimensions.
Les systèmes de détection de vibrations présents chez l'Alien sont aussi très développés et une majorité des cellules spécialisées dans cette détection seraient situées sous les pieds et les mains.
Une autre théorie laisse penser que les Aliens se serviraient des phéromones pour détecter leur proie, ce qui est corroboré par leurs comportements au sein de la ruche.
Il semble que les Aliens adultes soient capables, en l’absence de Reine, de muer pour en devenir une et de pouvoir à nouveau pondre des œufs. On peut ainsi expliquer le comportement des Xénomorphes isolés (cf. les événements du Nostromo) qui kidnappent leurs proies sans pour autant pouvoir les transformer en hôtes sur le moment.

### Physique
L'Alien est l'un des rares monstres de cinéma dont l'évolution physique est un thème récurrent. Dans presque chacun des films, on les voit grandir du stade de larve au stade adulte.

#### Facehugger
Le facehugger (littéralement « étreigneur de visage ») ou Manumala noxhydria est le stade larvaire de l'Alien. Il émerge d'un œuf noir verdâtre non fécondé, qui, au lieu de se briser, s'ouvre à son sommet à la façon d'une fleur. Le facehugger a une forme arachnoïde de couleur chair, avec huit pattes articulées ressemblant à des doigts humains, mais aussi une longue queue serpentiforme et une trompe à la place de la bouche, dont la base rappelle fortement l'organe sexuel féminin. Il se déplace vite, est capable de courir et de sauter sur de grandes distances, et sa taille réduite (environ celle de deux mains humaines côte à côte) lui permet de se dissimuler facilement. Une fois émergé de son œuf, le facehugger cherche un être vivant, de préférence humain mais parfois aussi animal, ou une autre espèce extraterrestre (comme le Yautja par exemple), se servant du son et des différences de chaleur pour les repérer (cf. évènements de la station spatiale Renaissance) et tente de s’agripper à son visage. Les tentatives de retirer un facehugger de son hôte sont généralement fatales, la queue se resserrant autour du cou pour l'étrangler si nécessaire, et le sang acide de la créature prévenant toute tentative de blesser la bête. Tant qu'il reste accroché à son hôte inconscient, le facehugger utilise sa trompe pour l'alimenter en oxygène, le maintenant ainsi en vie, et pour lui implanter un embryon dans l'estomac, le « fécondant ». Une fois sa tâche accomplie, le facehugger se détache de lui-même et meurt peu de temps après.

#### Chestburster
Le Chestburster (littéralement « exploseur de poitrine ») ou Plagiarus praepotens est le stade embryonnaire de l'Alien, implanté à l'intérieur d'un hôte vivant par le facehugger au moment de la fécondation. Durant la première partie de son développement, le chestburster reste à l'intérieur de son hôte, où il se développe comme un bébé dans le ventre de sa mère. La période de gestation n'est jamais vraiment précisée, mais semble durer quelques heures, temps durant lequel l'hôte semble indemne et ne montre pas d'autres symptômes qu'un appétit inhabituel.
Une exception à cette faible durée est la gestation d'une Reine. Elle parasite en effet le corps de son hôte durant plusieurs jours, ce qui occasionne chez lui des symptômes plus importants qu'un appétit décuplé : il peut présenter de légères hémorragies, ainsi qu'une gêne respiratoire et de la toux, conséquences certainement dues à la place que prend l'embryon d'une Reine et à son besoin plus prononcé en nutriments que ceux des Aliens dit "basiques".
Une fois cette période passée, l'hôte est pris de convulsions, et le chestburster jaillit de son corps en perforant le thorax avec sa tête, tuant l'hôte dans le procédé. Le chestburster est de petite taille, de couleur rosâtre, avec un corps serpentiforme composé d'une paire de deux bras minuscules (à l'image de ceux d'un tyrannosaure), et une tête allongée à petites mâchoires garnies de minuscules crocs argentés mais sans yeux ni nez. Il n'est pas réellement dangereux, et s'enfuit usuellement aussitôt sorti de son hôte s'il y a des organismes ennemis dans les parages.
Durant la période de gestation, le chestburster se complète en s'imprégnant de l'ADN de son hôte, si bien qu'il possède parfois des caractéristiques particulières propres à l'hôte, qui se retrouveront au stade adulte, comme en témoigne la morphologie du spécimen issu d'un quadrupède, sur Fiorina-16.
À noter qu'il est possible de retirer chirurgicalement un chestburster de la poitrine de son hôte avant l'éclosion, comme en témoigne l'opération menée sur le clone Ripley-8, à bord de l'USM Auriga.

#### Xénomorphe
Après s'être échappé de son hôte, le chestburster mue et se fabrique un cocon dans un endroit sûr, fixé à une paroi (cf. évènements sur la station Renaissance), où il grandit à une vitesse impressionnante jusqu'à atteindre le stade adulte, considéré comme l'Alien auquel se réfère le titre. Durant cette phase, la créature remplace une partie de ses cellules par des molécules de silicium, lui donnant une carapace noire et un aspect presque biomécanique. 
La forme traditionnelle, issue d'un hôte humain, possède une tête oblongue dépourvue de nez, d'yeux et d'oreilles. Le Xénomorphe dispose également de deux organes sensoriels servant à sentir les phéromones qu'émet leur entourage. À l'extrémité de la tête s'ouvre une bouche pleine de crocs acérés et métalliques, à l'intérieur de laquelle se trouve une langue en forme de trompe se terminant par une seconde bouche dotée de dents identiques, qu'il peut utiliser pour se reproduire. Cette langue peut émerger de la bouche à une vitesse fulgurante, permettant de frapper violemment les victimes, leur fracassant facilement le crâne. Le corps est humanoïde, avec deux bras et deux jambes, des griffes acérées, quatre appendices en forme de tuyaux émergeant du dos et une longue queue se terminant par une pointe acérée. L'Alien est plus fort, plus agile et plus rapide qu'un humain, se déplace avec une furtivité prodigieuse et possède des aptitudes hors du commun à la nage. Comme les deux formes précédentes, son sang est un puissant acide moléculaire, et il est capable de cracher un acide similaire en faible quantité pour perturber et aveugler ses ennemis, à la façon des cobras cracheurs. Pour ces raisons, tenter d'éliminer un Alien à bout portant ou dans un vaisseau avec une arme est extrêmement dangereux : si le sang se libère, il a toutes les chances de blesser la victime, ou dans le second cas, de perforer les cloisons et la coque du vaisseau, provoquant alors une mort certaine par dépressurisation pour tous les passagers non équipés de scaphandres.
L'Alien produit par la bouche une sorte de résidu semblable à de la bave, qui colle et se durcit avec le temps, lui permettant de former des ruches et d'y emprisonner ses victimes. Les structures en résultant ont la même apparence biomécanique que les Aliens, leur permettant de s'y camoufler facilement.
L'Alien a un cycle de croissance qui continue vers l'âge adulte pendant encore quelques jours (environ dix). En premier, il commence avec une tête d'apparence lisse qui n'est en fait qu'une couche qui enveloppe et protège sa vraie tête qui continue de se développer. Il ne mesure aussi que deux mètres au début et ne possède que trois doigts par main dont deux ne sont qu'un collage de deux doigts encore en développement. La couche qui protégeait la tête de l'Alien disparaît quelques jours après son développement. Ses doigts se décollent pour qu'il ait deux autres doigts supplémentaires dans chaque main. Pendant ce changement, il aura pris 50 cm supplémentaires pour mesurer 2,50 mètres.

#### Reine
La Reine est un Xénomorphe de 4,5 mètres doté de quatre bras, à la tête rétractable sous une plaque cornée comme celle d'un tricératops. Elle possède un cloaque externe en forme d'ombilic lui permettant de pondre les œufs, semblable à celui des reines termites ou fourmis ; en cas d'urgence, elle peut le sectionner (cf. Aliens, le retour), comme le ferait un lézard avec sa queue. C'est la plus puissante de son espèce, la plus retorse et la plus dangereuse. Il n'y a qu'une Reine par colonie.

### Cycle de reproduction
Le cycle de la vie est assez particulier chez ces parasites :
1. Une Reine pond des œufs.
2. Chaque œuf libère un facehugger qui recherche par tous les moyens à s'agripper au visage d'un hôte dans lequel il va implanter un embryon puis mourir. Quand il est fixé à un visage, rien ne peut le détacher avant qu'il ne meure. Dans Alien 3, le designer original, H.R. Giger, dote sa créature d'un nouveau trait : sa forme finale dépend de l'hôte parasité. Dans les autres films de la série les créatures engendrées sont bipèdes car les hôtes sont humains. Dans Alien 3, il s'agit d'un chien soit d'un bovin (cela dépend de la version du film visionnée) : l'Alien présente des différences morphologiques notables. Il est devenu quadrupède, même s'il peut toujours se dresser sur ses pattes arrière. On peut en quelque sorte parler de reproduction « sexuée » puisqu'il semble bien y avoir échange de matériel génétique entre l'œuf déposé par le facehugger (un gamète en fait) et l'hôte.
3. Lorsque l'embryon a suffisamment grandi, le petit Alien appelé chestburster s'extrait de son hôte en lui crevant la cage thoracique.
4. Le chestburster mue et se fabrique un cocon dans un endroit sûr, où il grandit rapidement pour atteindre les deux mètres en quelques heures et devenir ainsi un xénomorphe adulte.
5. Dans le premier opus, avant l'apparition de la Reine, la formation des œufs était expliquée autrement. Dans le cycle reproductif initialement imaginé par H.R. Giger, le Xénomorphe adulte capture des proies, les immobilise. Commence une lente transformation des victimes. Lors d'une scène coupée au montage, on peut voir Brett, dont le corps méconnaissable a déjà quasi terminé sa métamorphose en l'un de ces œufs. Dallas toujours vivant, à un stade moins avancé de ce processus, supplie Ripley de lui ôter la vie. Cette scène, par ailleurs très dérangeante, n'a finalement pas été retenue car elle entraînait une baisse de rythme.
6. Dans le quatrième opus, l'hybridation humain-alien affranchit le Xénomorphe mutant du besoin d'hôte : la Reine est désormais dotée d'un système reproductif qui la rend vivipare.

### Inspirations et influences
- La murène de Java, poisson dont la seconde mâchoire a inspiré celle de l'Alien[8].
- Le Requin-Lutin, qui a inspiré l'action protactile de la mâchoire de l'Alien.
- Le tonnelier de mer, la créature ayant inspiré la tête de l'Alien.
- La limule, la créature ayant inspiré l'Alien dans sa phase facehugger.
- Les Broods, ennemis extraterrestres des X-Men.
- Les Tyranides, une des espèces de Warhammer 40,000 (apparence générale, vie en essaim).
- Les Intrus dans le jeu de plateau Némésis (Awaken Realms)
- Le Yitsan, une des espèces de l'univers Spelljammer, est clairement inspirée des Aliens (apparence générale, machine à tuer, origines supposées).
- Les Zergs du jeu de stratégie Starcraft (apparence générale notamment l'Hydralisk, vie en essaim, intelligence centralisée, principe d'assimilation de l'ADN).
- Les slivoïdes, un type de créature dans le jeu de cartes à collectionner Magic : l'assemblée (apparence générale, aspect organique, vie en essaim sous le contrôle d'une reine, Suzerain ou autre intelligence centralisée).
- Dans le cross-over télévisé entre The Mask et Ace Ventura, une créature extra-terrestre parodiant de façon évidente les Xénomorphes apparaît. Ils ont un aspect similaire, se reproduisent de la même manière et ont une reine. Cependant, au lieu des facehuggers, il s'agit ici des « butthuggers », qui s'accrochent au fessier de leurs victimes au lieu du visage.
- La chapelle de Bethléem à Saint-Jean-de-Boiseau (Loire-Atlantique, France) possède une chimère représentant un Xénomorphe, en tant que symbole du néant, du mal absolu qui ne doit pas être réveillé.
- Dans le manga Dragon Ball, la troisième forme de Freezer ressemble beaucoup au Xénomorphe. De même, au niveau de sa personnalité, Freezer n'hésite pas à tuer par plaisir[11].
- Une maquette de l'Alien dans Code Lyoko qui est "xanatifiée" dans un des épisodes.
- Dans le jeu vidéo Conker's Bad Fur Day, le boss final est un Xénomorphe.
- Les Métroïdes dans la série de jeux vidéo Metroid (1986-) sont des ennemis originellement en forme de tête de méduse, lévitant à grande vitesse vers le héros et s'installant sur sa tête pour absorber son énergie très rapidement. Cette série inclut aussi Ridley, un ennemi géant récurrent en forme de reptile ailé, nommé d'après le réalisateur d'Alien.
- Dans un épisode des  Tortues Ninja, les écureuils mutants reprennent les particularités des Alien en entrant dans l’estomac d’un individu où en prenant la forme d’un écureuil Xénomorphe rouge, Michelangelo compare ces écureuils mutants aux Alien de sa BD.
- Le film Howard... une nouvelle race de héros inclut une sorte de télescope capable d'attirer des objets très lointains et qui a ainsi permis à une larve extraterrestre de s'introduire dans le corps de son inventeur. Cette larve finit par en sortir pour soudainement devenir une sorte de scorpion géant rappelant à la fois Alien et Dune.
- En 2018, un nouveau genre fossile de petites guêpes parasitoïdes a été nommé Xenomorphia pour sa ressemblance supposée avec le Xénomorphe[12].

## Formes alternatives

Xénomorphe.

La forme qu'un Alien prendra une fois adulte dépend grandement de son hôte. Si dans la plupart des cas, les Aliens se servent d'humain comme "incubateurs", il y a d'autres cas plus particuliers.
Le fait que les Aliens pouvaient parasiter d'autres hôtes que les humains, tel que certaines espèces extraterrestres par exemple, était suggéré dans Alien, le huitième passager, lors de la découverte du cadavre de l'Ingénieur dont certaines zones du corps semblaient avoir explosé de l'intérieur, mais ne sera confirmé qu'avec Alien 3, puis avec Prometheus.

### Predalien, ou Alienator
Imaginé et peint par Dave Dorman, le Predalien apparaît réellement pour la première fois dans les comics et le jeu vidéo Aliens versus Predator. Il refait une apparition (sous forme larvaire) à la fin du film Alien vs. Predator avant de revenir sur le devant de la scène dans le second film Aliens vs. Predator: Requiem.
Le Predalien est un hybride de xénomorphe (ou « Alien ») et de Yautja (ou « Predator »). Les fans l'appellent aussi L'Alienator.
Le Predalien est un xénomorphe possédant des caractéristiques propres à un Predator. On peut noter la présence des appendices capillaires (autrement appelés dreadlocks), ainsi que les mandibules du Predator, à la fois présente sur la mâchoire principale et sur la mâchoire au bout de la langue.
Sa musculature est plus développée, lui donnant un aspect plus humanoïde à l'inverse des autres Aliens qui ont un aspect plus insectoïde. Il présente un crâne arrondi et long comme un Alien, mais difforme et très large.

#### Dans le jeu vidéoAliens versus Predator
Le Predalien apparaît dans le troisième niveau de la campagne du Predator, qui a pour ligne narrative la recherche d'un compagnon disparu. Suivant les traces de sang laissé par le Predator disparu, le joueur infiltre une base humaine où il découvre que son congénère a été victime d'expérimentation génétique, expériences menées par les humains.
Le Predator, incarné par le joueur, réagit conformément à la culture des Predator, et « délivre son frère aux gènes souillés des souffrances infligées par les humains ».
Ce Predalien ressemble à un Alien brun, et émet des impulsions électriques. Dans le jeu, il est repérable en tant qu'Alien et affronte les joueurs en coopérant avec d'autres Aliens. Le Predalien de ce jeu vidéo est donc considéré comme un membre de la faction Alien, bien qu'il soit à la base un Predator ayant subi des expériences génétiques.
Physiquement, il est capable de grimper aux murs mais n'a ni l'agilité ni la rapidité des autres Aliens. Il grimpe surtout pour accéder à d'autres endroits en surplomb, mais attaque principalement son ennemi en le chargeant de face, et se déplace comme un bipède sur ces deux pattes arrière (contrairement aux autres Aliens).
Il est plus résistant que les autres Aliens, aussi bien face aux armes des Marines (United States Colonial Marine Corps) qu'à l'arsenal Predator.

#### Dans les filmsAlien vs. PredatoretAliens vs. Predator: Requiem
À la fin du film Alien vs. Predator, le torse d'un Predator précédemment infecté par un facehugger est déchiré par un chestburster. Ce chestburster hérite de certains traits propre à son hôte (en témoigne la présence de deux paires de mandibules, typique des mâchoires Predator), ce qui en fait un Predalien au stade larvaire.
Dans le film Aliens vs. Predator: Requiem, le Predalien devenu adulte tue les autres Predators présents sur le vaisseau, et finit par se crasher sur Terre. Plus grand, plus fort et plus dangereux que les autres Aliens, il constitue la menace principale de ce film. Il est en outre capable de surpasser les Predator en combat rapproché.
En plus de certains attributs physiques hérité du Predator, il a aussi hérité de certaines habitudes comportementales, tel que le fait d'arracher la colonne vertébrale et la peau de ses victimes.
Ce Predalien est également doté d'une aptitude particulière : en utilisant sa seconde bouche, il est capable d'injecter directement des embryons dans des hôtes, et parfois même en grand nombre (à titre d'exemple, il en injecte cinq dans le corps d'une femme enceinte, ceux-ci dévoreront l'enfant alors prêt à naître puis feront exploser le ventre de la mère, la tuant sur le coup). Les Aliens qui en résultent sont des spécimens "basiques", et ne possèdent pas de caractéristiques propres au Predalien. Contrairement à la version du jeu vidéo, le Predalien du film est respecté des autres Aliens, et se fait même obéir par ces derniers.

### Dragon, ou Alien Runner
Apparu dans le troisième film, il s'agit d'un Alien dont l'hôte a été un chien (ou un bovin selon la version du film). Il présente quelques différences par rapport aux versions issues d'un être humain: il est quadrupède et n'a pas de tubes dorsaux. Sous sa forme de chestburster, il ressemble à une version miniature de son stade adulte, contrairement aux autres chestbursters qui ont normalement un aspect plus larvaire.
Il a un comportement très similaire aux autres Aliens, si ce n'est qu'il préfère se servir de sa gueule pour attaquer plutôt que de ses griffes. C'est d'ailleurs l'un des seuls spécimens qui semble plus vouloir dévorer ses proies plutôt que de les utiliser à des fins reproductives.

### Deacon, ou Alien Primitif
Le Deacon est une nouvelle espèce faisant son apparition dans le film Prometheus. Bien que différent des Aliens, il partage de nombreux traits communs : un cycle de vie similaire, une apparence globalement similaire et la présence d'une seconde mâchoire.
Tout comme pour les Aliens, le Deacon est né de l'infection d'un hôte (ici un Ingénieur, infecté par une créature semblable à un facehugger géant), dont il perce le torse après un certain temps d'incubation. À sa naissance, il semble déjà parfaitement formé, avec une structure osseuse rigide.

### Néomorphe
Dans le film Alien: Covenant, le Néomorphe est produit par l'infection d'un humain par des spores virales issues d'expérimentations par les Ingénieurs. La peau du Néomorphe est blanche alors que celle du Xénomorphe est noire. Le Xénomorphe s'extrait de son hôte systématiquement par le torse alors que le Néomorphe semble s'extraire également par le dos ou la bouche de son hôte.

### Tarkatan Xenomorph
Dans le jeu vidéo Mortal Kombat X, un des personnages DLC est un Alien présentant certains attributs propres aux Tarkatan, une race appartenant à l'univers de Mortal Kombat.